# Jadwiga Barańska
Pour les articles homonymes, voir Barańska.
Jadwiga Barańska, née le 21 octobre 1935 à Łódź en Pologne et morte le 24 octobre 2024 à Los Angeles, est une actrice et scénariste polonaise.

## Biographie

### Famille
Jadwiga Barańska est l'épouse du réalisateur polonais Jerzy Antczak avec lequel elle a un fils, Mikołaj, né en 1964.

## Filmographie
- 1975 : Nuits et Jours de Jerzy Antczak : Barbara Niechcic

## Récompenses
- Ours d'argent de la meilleure actrice en 1976 pour Nuits et Jours de Jerzy Antczak